# ヘルス (企業)
株式会社ヘルス（英: Health Inc.）は、東京都府中市に本社を置き、家庭用電位治療器を製造・販売していた日本の企業。2022年にMED Communicationsに合併し解散。
埼玉県所沢市に本社があり医療機器を販売・修理する同名企業及び石川県金沢市に本社があり入浴剤を製造・販売する同名企業などとは特に関係が無い。

## 沿革
- 1978年（昭和53年）1月 - 古谷久が資本金500万円で会社設立。
  - 家庭用電位治療器パワーヘルスを開発。
- 1981年（昭和56年）
  - 10月 - パワーヘルス5500の厚生労働省・経済産業省認可を取得し、製造・販売を開始。
  - 11月 - ユタカ電気株式会社によるパワーヘルスの委託製造請け負い開始[5][6]。
- 1983年（昭和58年）9月 - パワーヘルス生産1万台突破[7]。
- 1984年（昭和59年）
  - 4月 - 資本金3,000万円に増資。
  - 9月 - パワーヘルス3500の厚生労働省・経済産業省認可を取得し、製造・販売を開始。
- 1985年（昭和60年）
  - 1月 - 福岡営業所を開設。
  - 5月 - 藤沢営業所を開設[8]。
  - 7月 - パワーヘルス9000の厚生労働省・経済産業省認可を取得し、製造・販売を開始。
  - 9月 - 新宿営業所を開設。
- 1986年（昭和61年）
  - 1月 - 千葉営業所を開設[8]。
  - 7月 - 新大阪営業所を開設。
  - 11月 - 資本金62,341,800円に増資。
- 1987年（昭和62年）2月 - 鹿児島営業所を開設。
- 1988年（昭和63年）8月 - パワーヘルス生産5万台突破[7]。
- 1989年（平成元年）4月 - 佐賀営業所を開設[8]。
- 1990年（平成2年）
  - 2月 - 第3ヘルスビル完成(千葉県千葉市)[8]。
  - 4月 - パワーヘルス4500B、6500の厚生労働省・経済産業省認可を取得し、製造・販売を開始。
  - 12月 - 東京都府中市で第6ヘルス本社ビル完成、本社を移転。
- 1992年（平成4年）
  - 4月 - 第8ヘルスビル完成。2001年（平成13年）- 3月社員寮に変更。
  - 5月 - パワーヘルス生産台10万台突破[9]。
  - 7月 - 資本金125,025,800円に増資。
- 1993年 （平成5年）
  - 3月 - 仙台営業所を開設[8]。
  - 3月 - 株式会社ヘルス電子設立[8]。
- 1994年（平成6年）11月 - 実用新案を取得。（実用新案番号 3006744号）
- 1997年（平成9年）
  - 2月 - 発明特許を取得（特許番号 2609574号）
  - 3月 - 川崎営業所を開設。
- 1999年（平成11年）9月 - パワーヘルス生産20万台突破[7]。
- 2001年（平成13年）
  - 2月 - パワーヘルス13000の厚生労働省・経済産業省認可を取得し、製造・販売を開始。
  - 9月 - 札幌営業所を開設[8]。
  - 10月 - 府中営業所を開設[8]。
  - 12月 - 浜松営業所を開設[8]。
- 2002年（平成14年）
  - 6月 - パワーヘルス5000、7000の厚生労働省・経済産業省認可を取得し、製造・販売を開始。
- 2003年（平成15年）パワーヘルス生産25万台突破[7]。
- 2004年（平成16年）
  - 4月 - パワーヘルス14000、10000の厚生労働省・経済産業省認可を取得し、製造・販売を開始。
- 2005年（平成17年）
  - 4月 - 第二種医療機器製造販売業許可取得。（許可番号13B2X90013）

パワーヘルス生産28万台突破。
- 2006年（平成18年）
  - 1月 - 高知営業所開設[8]。
  - 4月 - パワーヘルス5000A、の厚生労働省・経済産業省認可を取得。
  - 4月 - パワーヘルス14000A、10000A、7000Aの厚生労働省・経済産業省認可を取得し、製造・販売を開始。
- 2007年（平成19年）
  - 12月 - 川崎営業所を横浜みなとみらい営業所に名称変更。
  - 12月 - 仙台営業所を東北営業所に名称変更[8]。
  - 12月 - 藤沢営業所を湘南営業所に名称変更[8]。
  - 12月 - 府中営業所を多摩営業所に名称変更[8]。
  - 12月 - 浜松営業所を中日本営業所に名称変更[8]。
  - 12月 - 京都営業所をきょうと営業所に名称変更[8]。
  - 12月 - 高知営業所を四国営業所に名称変更[8]。
- 2008年（平成20年）
  - 3月 - 資本金98,000,000円に減資。
  - 7月 - さが営業所を九州さが営業所名称変更[8]。
  - 7月 - 新大阪営業所をニッセイ新大阪ビルに移転し、おおさか営業所に名称変更。
- 2010年（平成22年）
  - 12月 - パワーヘルス14000B、11500B、9000Bの厚生労働省・経済産業省認可を取得し、製造・販売を開始。
- 2011年（平成23年）8月 - 資本金47,000,000円に減資。
- 2012年（平成24年）
  - 2月 - 創業者・代表取締役社長の古谷久死去[10][11]。
  - 4月 - 西日本営業所を開設[8]。
- 2013年（平成25年）
  - 1月 - 株式会社ヘルス創立35周年。
  - 1月 - 従業員数650名[8]。
  - 1月 - ヘルスホールディングス株式会社設立[8]。
  - 4月 - 消費者庁の立ち入り検査を受ける[12]。
  - 4月‐6月 - 湘南営業所閉鎖[13][14]
  - 9月17日 - 一般社団法人日本ホームヘルス機器協会から自主退会[15]。
  - 10月 - 従業員数520名。
  - 10月17日 - 消費者庁の措置命令を受ける(後述)[16]。
- 2014年（平成26年）
  - 4月 - ヘルスグループのコーポレートマークを変更。
  - 4月 - 横浜みなとみらい営業所を日本生命横浜西口ビルに移転し、横浜営業所に名称変更。
  - 5月 - 実用新案登録済。（実用新案番号3191356号）
  - 7月 - コスモトロン14000 の厚生労働省・経済産業省認可取得し、製造・販売を開始。（認証番号 226AKBZX00065000）
  - 7月 - コスモトロン11000 の厚生労働省・経済産業省認可を取得し、製造・販売を開始。（認証番号 226AKBZX00064000）
  - 7月 - コスモトロン9000 の厚生労働省・経済産業省認可を取得し、製造・販売を開始。（認証番号 226AKBZX00063000）
  - 7月 - おおさか営業所を新宇治電ビルに移転し、大阪営業所に名称変更。
  - 7月 - 実用新案登録済。（実用新案番号3192359号、3192619号）
  - 8月 - 実用新案登録済。（実用新案番号3192956号）
  - 5-8月 - 西日本営業所閉鎖[17]。
- 2015年（平成27年）
  - 1月 - 札幌営業所、四国営業所、九州さが営業所閉鎖[18][19]。
  - 2月 - 意匠登録済。（登録第1577870号）
  - 3月 - 発明特許取得済。（特許番号5717010号、5717013号、5717014号）
  - 3月 - 実用新案取得済。（実用新案番号3196922号、3196923号、3196924号）
  - 2月-3月 - 東北営業所、多摩営業所、中日本営業所、きょうと営業所閉鎖[20][21]。
  - 3月 - 従業員数180名[22]。
  - 8月 - 従業員数120名[23]。
- 2016年（平成28年）
  - 1月 - 福岡営業所を九州営業所に名称変更[24]。
  - 1月-2月 - 新宿営業所、大阪営業所、鹿児島営業所閉鎖[25]。
  - 9月 - コスモトロン9000 の販売を停止[26]。
- 2018年（平成30年）
  - 2月 - 本社を移転。
- 2022年（令和4年）
  - 9月 - 従業員数20名。
  - 9月 - 株式会社NEXTAGE GROUPの100％子会社化[27]
  - 12月 - 株式会社NEXTAGE GROUPの子会社MED Communications株式会社と合併・解散[28]

## 製品
家庭用電位治療器「パワーヘルス」（2015年3月現在は販売終了）と「コスモトロン」を製造・販売。両機種共実際の製造はユタカ電気株式会社が担当。製造拠点は同社御殿場工場。2003年11月時点で「累計生産台数23万台を突破し、毎年1万台以上をコンスタントに販売している安定商品に成長しています」と紹介されていた。ユタカ電気株式会社は措置命令前の2013年6月時点では事業内容に「家庭用電位治療機器」も挙げていたが、2015年現在は削除されている。

### パワーヘルス

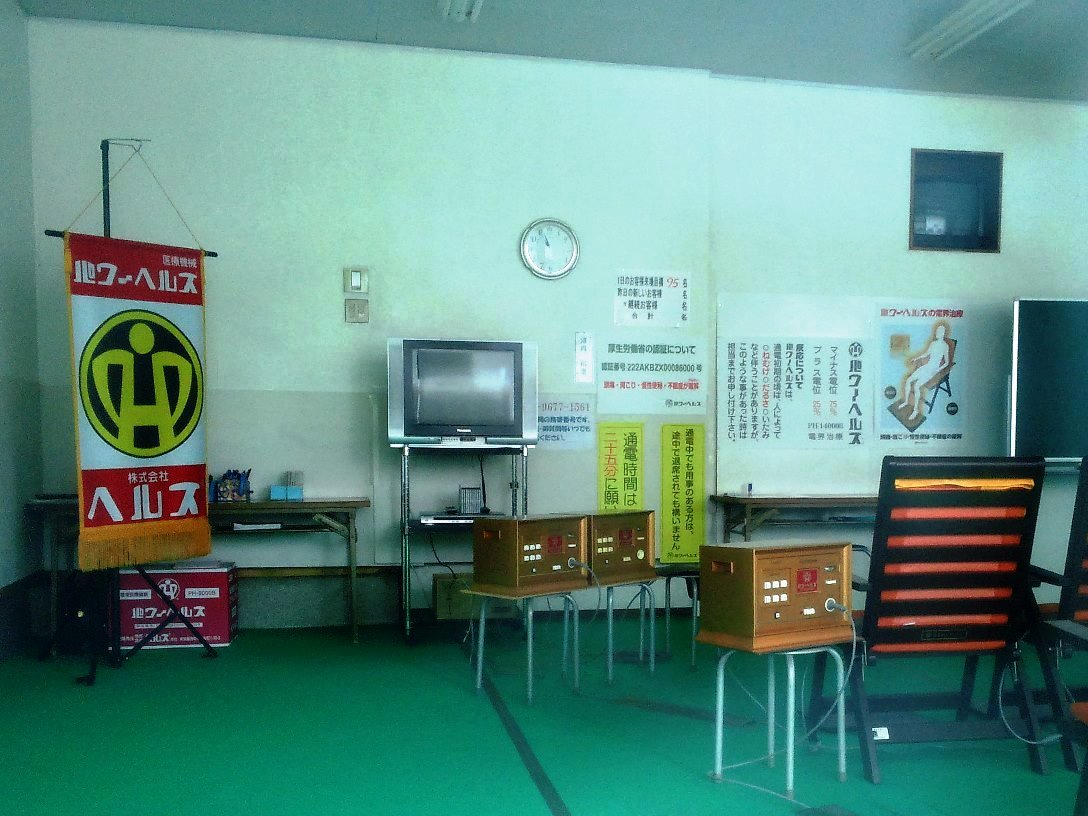
パワーヘルス体験会場のパワーヘルス

設立当時からの製品で販売実績は1981年販売開始から2013年11月までで40万台以上。価格は1台50-40万円前後。なお、2005年の厚生労働省医療機器不具合等報告によれば、パワーヘルス PH-14000で原因不明の死亡事故が起きている。
- PH-5500
- PH-3500
- PH-9000
- PH-4500B
- PH-6500
- PH-13000
- PH-5000
- PH-7000
- PH-14000
- PH-5000A
- PH-14000A
- PH-10000A
- PH-7000A
- PH−14000B
- PH−11500B
- PH−9000B

### コスモトロン
2014年7月から発売。価格は1台50-40万円前後。2016年9月にはCT-9000の販売が停止となった。
- CT-14000
- CT-11000
- CT-9000

## 組織

### 営業所
- 本社（東京都 府中市）
- 横浜営業所（神奈川県 横浜市西区）
- 九州営業所（福岡県 福岡市中央区）

措置命令の出た2013年10月時点では以下の営業所も存在した。
- 札幌営業所（北海道 札幌市中央区）
- 東北営業所（宮城県 仙台市青葉区）
- 多摩営業所（東京都 府中市）
- 新宿営業所（東京都 新宿区）
- 千葉営業所（千葉県 千葉市中央区）
- 中日本営業所（静岡県 浜松市中区（現：中央区））
- きょうと営業所（京都府 京都市中京区）
- 大阪営業所（大阪府 大阪市北区）
- 西日本営業所（大阪府 大阪市北区）
- 四国営業所（愛媛県 松山市）
- 九州さが営業所（佐賀県 佐賀市）
- 鹿児島営業所（鹿児島県 鹿児島市中央町）

### 自社ビル

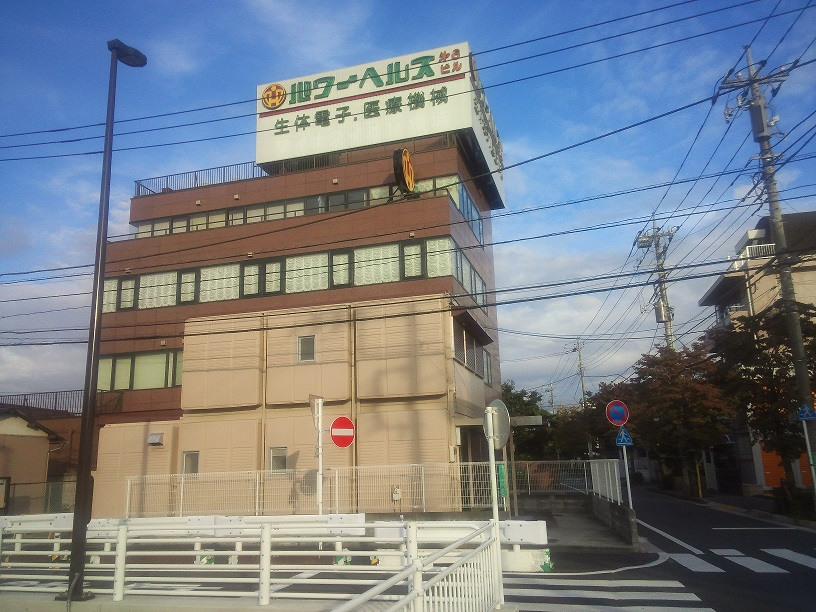
株式会社ヘルス本社（2013年）

かつては自社ビルを保有していた。2012年11月時点で4件。
- 第3ヘルスビル（千葉県千葉市）‐元千葉営業所
- 第6ヘルスビル（東京都府中市）- 本社
- 第7ヘルスビル（神奈川県藤沢市）‐ 元湘南営業所
- 第8ヘルスビル（東京都府中市）- 元多摩営業所

## グループ会社
2014年9月時点では以下のグループ会社が存在した。
- ヘルスホールディングス株式会社
- 株式会社ヘルス電気
- 株式会社フリーラタン

## 販売方法
一般小売店では取り扱わず、自社で「健康ルーム」と称する会場を開設し、「ヘルスアドバイザー」と称する販売員による説明・販売を行っていた。
かつては、固定給及び歩合給のある営業職と完全歩合給制度の販売委託契約の2種類の募集であったが、2016年8月時点では、売り上げに応じた販売手数料を支給される委託販売のみ募集していた。

## 不祥事

### 景品表示法違反による措置命令

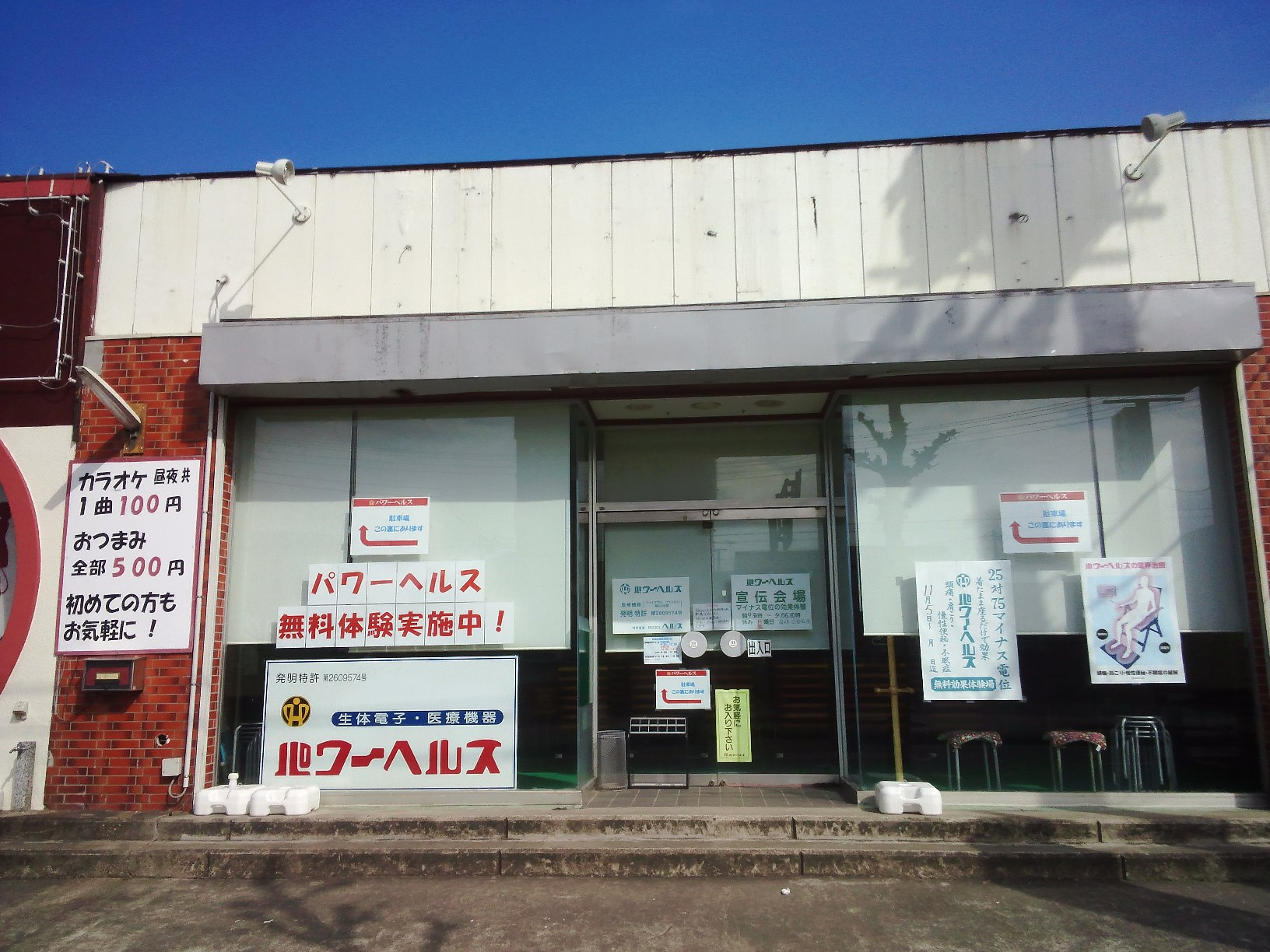
パワーヘルス体験会場(閉鎖)

措置命令前は販売員を「健康指導員」と称しており、学歴・経験不問で募集。2013年11月時点で販売員の7割はヘルス社との業務委託契約であり、1台毎に30-35％を販売手数料として受け取っていた。年に10回位ヘルス本社で「特別研修」が開かれ、成績優秀な販売員には高級時計などが贈られていた。
ヘルス社はパワーヘルス使用者の体験発表会を開催し、その体験発表会を収録したDVDや小冊子を作成していたが、パワーヘルスを継続して使用することにより、頭痛、肩こり、不眠症及び慢性便秘が緩解するだけでなく治癒するかのように、また、高血圧、糖尿病、腰痛等の他の特定の疾病もしくは症状も緩解または治癒するかのような表示をしていた。
創業者・元社長古谷久(2012年2月死去)は「理学博士」の肩書で講演をしていた。2010年春にパワーヘルスの効果について講演した模様を収めたDVDによると、「80歳でも生理が始まり、胸も大きくなる」、「脳障害は3か月前に予知があり、それをキャッチして生体電子が進む。鼻血が大量に出ると脳障害はすべて除去される」と話していた。ところが、古谷久の博士号について問い合わせたところ、ヘルス社は「古谷社長が博士号を取得したのは、アメリカの大学だったと聞いています。パシフィック・ウエスタン大学？ 確かそんな名前だったと思いますが…」と話し、博士号を取得した大学を問いただす質問状に対しても「ノーコメント。一切取材には応じられない」と回答していた。
電位治療器の効能として医薬品、医療機器等の品質、有効性及び安全性の確保等に関する法律（薬事法）で認められているのは「頭痛、肩こり、不眠症、慢性便秘の緩解」の4つのみであるが、販売会場では「妻が若返って色気が出た」、「ゴルフやゲートボールがうまくなる」等それ以外の効能も謳っていた。「夜寝て使用すると3倍の効果がある」とも説明していたが、朝日新聞の取材に対してヘルス社側は「根拠はなかった」と認めている。また、販売員は「パワーヘルスを使わないと悪化する」と強調するように指示され、「使わないと病気が悪化する」という脅かしも繰り返していた。
2013年4月には関東、関西、九州など全国各地の営業所に消費者庁の立ち入り検査を受けた。消費者庁はDVDや冊子の体験談として紹介された「乳がんが消えた」、「C型肝炎から助かった」などの根拠を示すように求めたが、ヘルス社側は資料を提出せず、2013年10月17日付で景品表示法第4 条第1 項の規定により、禁止されている同項1号に違反する不当な表示を行っていたとして、同法第6 条に基づく景品表示法違反（優良誤認）の措置命令を受けた。
消費者庁により認定された違反期間は平成22年11月頃から平成25年4月頃であるが、朝日新聞では体験会場で誇大なセールストークが「創業当時から続いていたようだ」と指摘され、措置命令当時の社長は朝日新聞の取材に対し、「取締役に就任した04年ごろから薬事法に触れると思い、マニュアルの改訂を進言したが聞き入れられなかった」と答えている。

### ヘルス社の対応
消費者庁立ち入り検査後の2013年5月には、自社ホームページに「弊社および弊社製品パワーヘルスに対する悪質行為について」を掲載した。
消費者庁の措置命令前日の2013年10月１6日に朝日新聞から「消費者庁は近く、製造販売業者ヘルスに、景品表示法違反で措置命令を出す方針を固めた」と報じられたが、ヘルス社は自社ホームページで、「本日、一部報道機関より、当社の消費者庁処分に関する報道がなされましたが、これは当社が発表したものではありません。当局へも確認をいたしましたが、当局からも発表された事実はございません」と否定した。
翌日2013年10月17日の消費者庁措置命令後、一転して同日付で自社ホームページにお詫びとお知らせを掲載。
また、日経新聞に対してヘルス社は「返品にも誠意をもって対応する」と答えている。なお、返品については「根拠もなく病気が治るとして商品を販売していたのであれば消費者契約法に基づき契約を取消し、代金を返金してもらうことができる可能性もある」と指摘されている。
国民生活センターは、ヘルス社が新聞の広告欄にお詫びを掲載したとしてその内容をホームページに転載した。
その後、措置命令から2か月にも満たない2014年12月2日に現在のホームページを開設し、お詫びを掲載した旧ホームページを閉鎖。2014年4月には会社のコーポレートマークを変更し、株式会社キャリアデザインセンターの運営する転職サイト@typeの自社紹介でも「創業より36年間、全国に電位治療器『コスモトロン』の体験会場を開設し、多くのお客様よりお喜びの声を頂いてきた当社」と事実と異なる掲載をし、創業当初からの製品であるパワーヘルスと消費者庁からの措置命令には触れなかった。

## 日本相撲協会との関係

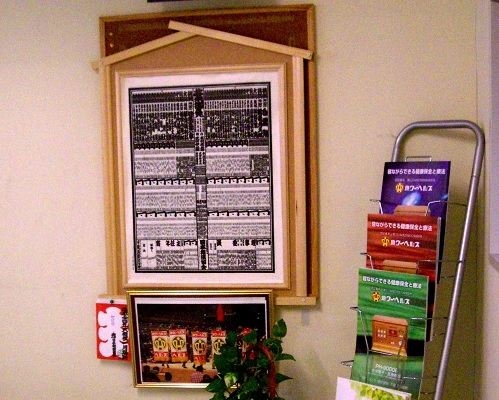
パワーヘルス体験会場にあった大相撲番付と、土俵上で懸賞旗を掲げる写真

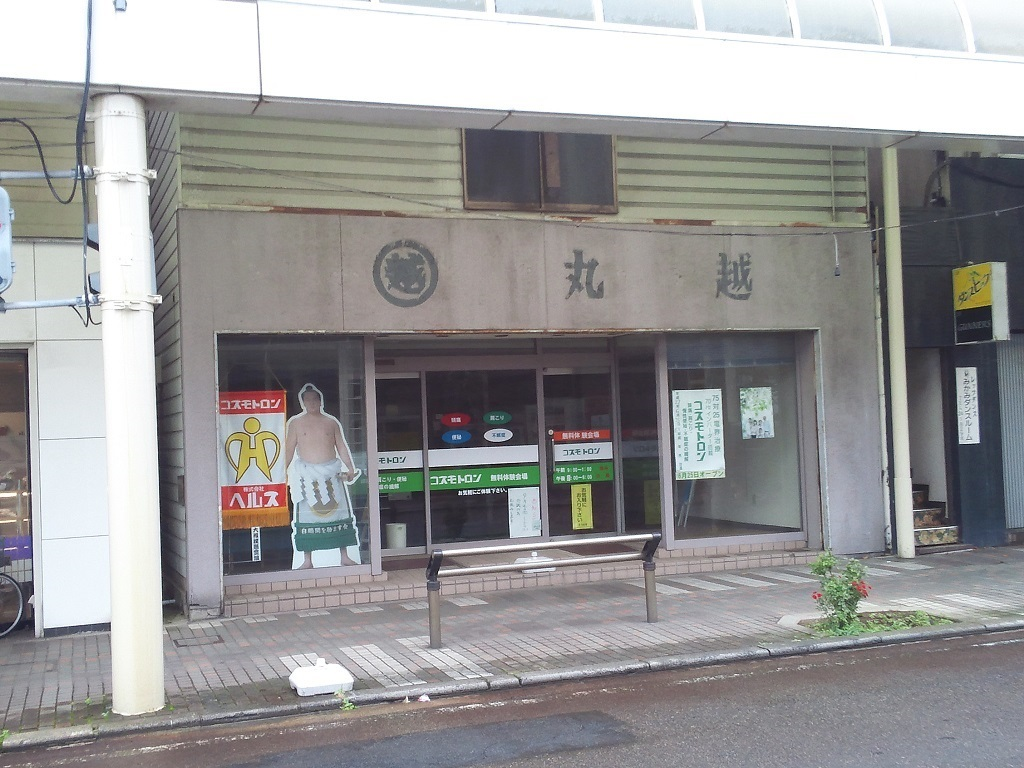
コスモトロン体験会場の白鵬のパネルと懸賞旗

2016年6月まで「株式会社ヘルスは日本相撲協会を応援しています」、「全ての場所に懸賞を懸けております」として、第69代横綱白鵬、幕内土俵入りや自社の懸賞旗が並んだ写真を日本相撲協会の許可のもとに自社ホームページで掲載していた。体験会場では自社の懸賞旗や大相撲番付が飾られ、会社案内にも懸賞旗が並んだ写真を掲載しており、大相撲の懸賞が口コミや誇大なセールストークと共に高齢者を引き付ける要素であると指摘されていた。
2013年4月の消費者庁立ち入り検査を受けた後の5月以降は懸賞を自粛していたが、2013年10月17日の措置命令後に旧ホームページを閉鎖して新たに現在のホームページを開設した2013年12月以来他社同様に懸賞を懸けていた。
2014年にはコスモトロン発売とパワーヘルスの生産停止に伴い、それまでの「パワーヘルス」、「株式会社ヘルス」から「コスモトロン」、「株式会社ヘルス」と表示された懸賞旗に変更した。
2016年、日本相撲協会は大相撲懸賞手続のご案内（お願い）で「ホームページ等へ掲載の場合は、『懸賞掲出の報告（告知）』のみに用途を限定し、掲載期間を設定」とし、なおかつ「企業ＰＲ活動またそれを兼ねた活動で使用を厳禁」とした。これを受けて同年9月にはヘルス社の大相撲紹介ページが自社ホームページから削除されて閲覧不能となったが、日本相撲協会へのリンク自体は残されている。

## ドナルド・マクドナルド・ハウスとの関係
措置命令後の2014年3月以来、自社ホームページで社会貢献活動として公益財団法人ドナルド・マクドナルド・ハウス・チャリティーズ・ジャパンにより設置・運営されているドナルド・マクドナルド・ハウスに2014年より毎年寄付を行いBRONZEスポンサーとして支援していることを、「株式会社ヘルスはドナルド・マクドナルド・ハウスを支援しています」と財団法人の許可を得てロゴマークも載せて宣伝している。

## 京都ジョブナビによるヘルス社情報の扱い
京都ジョブナビは、2016年8月3日付の更新で、ヘルス社のきょうと事業所が2015年3月に閉鎖されているにもかかわらず、きょうと事業所の住所や画像とともに「東京都、大阪府、福岡県　他全国に12営業所あり」と2016年8月現在の3営業所という実態とは全く異なる情報を掲載した。

## 子会社化・合併・解散
2022年9月28日、株式会社NEXTAGEGROUP が株式会社ヘルスを子会社化し、同年12月1日に同子会社MED Communications株式会社と合併し、解散。NEXTAGEGROUPによれば、「MED Communicationsとヘルスが合併することによって、ヘルスの課題であった若手人材の確保と、ヘルスの販売手法を引き継ぐ人材の育成に力を入れることが可能となるだけでなく、MED Communicationsが行う年に一度のアフターメンテナンスを、ヘルスの商品を購入した顧客に対しても展開することで、ヘルスの顧客が安心して商品を使い続ける環境とサービスを提供できる」としている。